# Никольское сельское поселение (Межевской район)
Нико́льское се́льское поселе́ние — упразднённое муниципальное образование в Межевском районе Костромской области.
Административный центр — село Никола.
Законом Костромской области от 26 апреля 2021 года № 76-7-ЗКО к 7 мая 2021 года упразднено в связи с преобразованием Межевского района в Межевской муниципальный округ.

## История
Никольское сельское поселение образовано 30 декабря 2004 года в соответствии с Законом Костромской области № 237-ЗКО, установлены статус и границы муниципального образования.

## Население
| 2008 | 2010 | 2012 | 2013 | 2014 | 2015 | 2016 |
| ---- | ---- | ---- | ---- | ---- | ---- | ---- |
| 826  | ↘710 | ↘695 | ↘675 | ↘654 | ↘626 | ↘598 |
| 2017 | 2018 | 2019 | 2020 |      |      |      |
| ↘579 | ↘578 | ↘572 | ↘537 |      |      |      |

## Состав сельского поселения
| №  | Населённый пункт | Тип населённого пункта       | Население |
| -- | ---------------- | ---------------------------- | --------- |
| 1  | Абросиха         | деревня                      | ↘8        |
| 2  | Задняя           | деревня                      | ↗1        |
| 3  | Зяблуха          | деревня                      | ↗14       |
| 4  | Колодезная       | деревня                      | ↘3        |
| 5  | Кропачиха        | деревня                      | →0        |
| 6  | Никола           | село, административный центр | ↗563      |
| 7  | Петровка         | деревня                      | ↗2        |
| 8  | Портюг           | деревня                      | ↗12       |
| 9  | Родино           | деревня                      | →17       |
| 10 | Самыловка        | деревня                      | →0        |
| 11 | Середняя         | деревня                      | ↗148      |
| 12 | Сорвино          | деревня                      | ↗1        |
| 13 | Филино           | деревня                      | →0        |